# Словечно (Ельский район)
Словечно (бел. Славечна) — деревня и железнодорожная станция (на линии Калинковичи — Овруч) в Добрынском сельсовете Ельского района Гомельской области Белоруссии.

## География

### Расположение
В 20 км на юг от Ельска, в 199 км от Гомеля, вблизи границы с Украиной.

## Гидрография
Река Желонь (Мухоедовский канал).

## Транспортная сеть
Транспортные связи по просёлочной, затем автомобильной дороге Новая Рудня — Ельск. Планировка состоит из 2 (одна криволинейная, вторая короткая, прямолинейная) улиц почти меридиональной ориентации, застроенных плотно, преимущественно деревянными домами усадебного типа, вдоль железной дороги.

## История

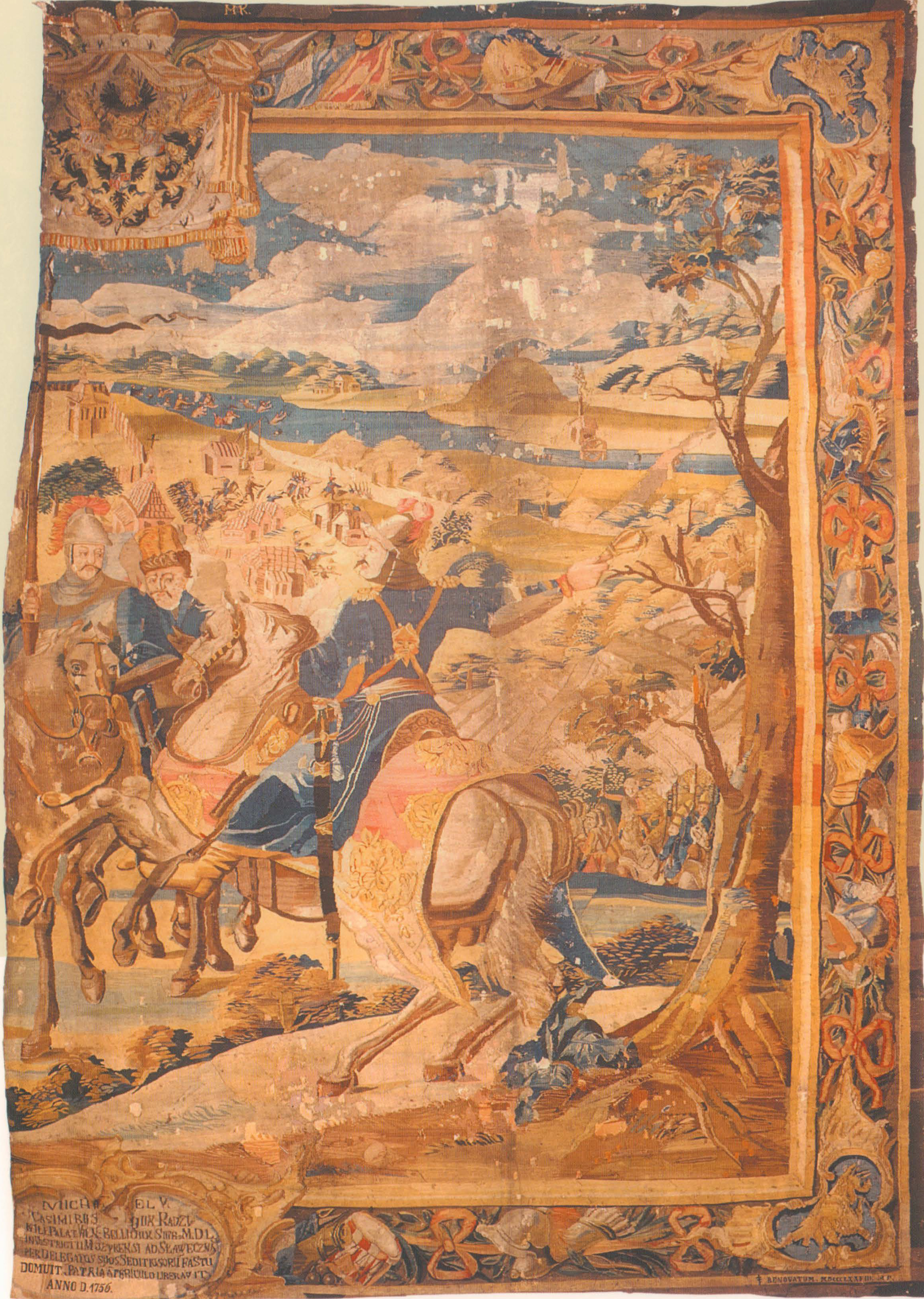
Битва под Словечно. Гобелен, XVIII век

В письменных источникам известна с XVI века — в материалах о границах новых уездов, созданных па административной реформе 1565—1566 годов, упоминается как селение Словечня. После 2-го раздела Речи Посполитой (1793 год) в составе Российской империи. С вводом в действие в 1915 году железной дороги Жлобин — Калинковичи — Овруч начала работать железнодорожная станция.
23 марта 1919 года 67-й и 68-й полки Тульской бригады после неудачного боя с польскими войсками отступили в Гомель и составили вооружённую основу стрекопытовского восстания. В 1930 году жители вступили в колхоз. Действовал кирпичный завод (в 1932 году 38 рабочих). Значительную часть перевозок железнодорожным и водным путями составляли лесоматериалы. Во время Великой Отечественной войны летом 1943 года оккупанты убили 6 жителей (похоронены в 1 км на восток от деревни). В боях около деревни погибли 62 советских солдата и партизана (похороненный в братских могилах в 2 км на северо-восток от деревни и на кладбище). 31 житель погиб на фронтах. С 27 июля 1954 года до 1969 года центр Словечненского, с 1969 года до 25 февраля 1977 года Роза-Люксембургского сельсовета. В 1959 году действовали клуб, библиотека, фельдшерско-акушерский пункт, аптека, отделение связи, столовая, швейная и сапожная мастерские, 5 магазинов.

## Население

### Численность
- 2004 год — 54 хозяйства, 103 жителя.

### Динамика
- 1925 год — 16 дворов.
- 1959 год — в деревне 674, на железнодорожной станции — 16 жителей (согласно переписи).
- 2004 год — 54 хозяйства, 103 жителя.

## Достопримечательность
- Воинский памятник